# Robert of Lexinton
Robert of Lexinton (auch Lexington) (* vor 1198; † 29. Mai 1250) war ein englischer Geistlicher und Richter. Von 1236 bis 1244 war er Chief Justice of the Common Bench.

## Herkunft und Aufstieg zum Richter
Robert war der älteste Sohn von Richard of Lexinton und dessen Frau Matilda (auch Maud), deren Herkunft ungeklärt ist. Seinen Beinamen erhielt er nach dem Dorf Laxton (früher auch Lexinton) in Nottinghamshire, wo sein Vater ein Lehen hielt. Robert wurde Geistlicher und erhielt eine gute Ausbildung. Während der Herrschaft von König Johann Ohneland unterstützte er zunächst seinen Vater bei der Verwaltung von Laxton. Nachdem sein Vater 1207 in Ungnade gefallen war, trat er in den Dienst des bekannten Richters Brian de Lisle, der von 1210 bis 1215 Nachfolger seines Vaters als Verwalter von Laxton war. Dabei kam er im Auftrag seines Herrn häufig mit dem Exchequer in Kontakt. Der König belohnte seine Dienste 1214 mit der Übertragung einer Pfründe am Southwell Minster in Nottinghamshire., Im selben Jahr wurde Lexinton während einer Vakanz unter der Aufsicht von Lisle Verwalter des Erzbistums York. Da der König sich im Konflikt mit einer Adelsopposition befand, wurde Lexinton dazu das Kommando einer Gruppe von Soldaten gegeben, mit denen er Nottinghamshire und Derbyshire unter königlicher Kontrolle halten sollte. Der Konflikt führte weiter zum offenen Krieg der Barone gegen den König.

## Dienst als königlicher Richter
Über die Tätigkeit von Lexinton nach dem Ende des Kriegs der Barone im Herbst 1217 bis Juni 1220 ist nichts bekannt. Zwischen November 1220 und Mai 1221 diente er als Schreiber der Regierung, als ein Streit mit Philip of Oldcoates beigelegt werden musste. Er übernahm zeitweise die Verwaltung der Besitzungen von Oldcoates in Nottinghamshire. Dabei arbeitete er eng mit dem königlichen Justiciar Hubert de Burgh zusammen, der ihn im Herbst 1220 auch als Richter einsetzte. Daneben übernahm er noch andere wichtige Aufgaben. Anfang 1221 beschattete er den rebellischen William de Forz, Count of Aumale, als dieser nach Nordengland flüchtete. Über seine Beobachtungen informierte er schriftlich den Justiciar. Ab Mai 1221 sollte Lexinton zusammen mit weiteren Richtern Gerichtssitzungen in den westlichen Midlands abhalten. Da Lexinton keine juristische Ausbildung hatte, wurde er offenbar von dem erfahrenen Richter Martin of Pattishall angeleitet. Zwischen 1221 und 1244 leitete Lexinton 64 Gerichtssitzungen in mehreren Counties, dabei war er ab 1234 vorsitzender Richter oder alleiniger Richter, der zusammen mit Assisen urteilte. 1240 war er verantwortlich für einen der beiden Gerichtsbezirke, in die England aufgeteilt worden war. Daneben diente er zwischen 1227 und 1244 als Richter des Common Bench in Westminster, wobei er ab Herbst 1236 als Nachfolger von Thomas of Moulton das Amt des Chief Justice bekleidete.
Als Belohnung für seine Dienste erhielt er unregelmäßig Geldzahlungen, dazu hatte er zahlreiche weitere Pfründen erhalten, darunter eine Pfarrstelle in Rotherham sowie eine Stelle als Kanoniker an der Kathedrale von Wells. Das Amt in Wells legte er jedoch 1243 nieder, da es zu weit entfernt von seinem Wohnort war. Die Einkünfte aus seinen Pfründen sind nicht genau bekannt, doch sie waren sicher vergleichbar mit denen des Richters William of York, dessen Einkünfte auf mindestens £ 800 geschätzt werden. Nach Angaben des Annalisten von Dunstable wurde er 1239 zum Bischof von Lichfield gewählt. Da die Wahl jedoch umstritten war, da sowohl das Kathedralkapitel von Lichfield wie auch die Mönche von Coventry Abbey das Wahlrecht beanspruchten, nahm er die Wahl nicht an. Neben seinen geistlichen Ämtern gelang es ihm, einen beachtlichen Grundbesitz zu erwerben, der vor allem Ländereien in Nottinghamshire und Derbyshire, aber auch in Northamptonshire und Oxfordshire umfasste. Sein Vater war nach 1229 gestorben, worauf Robert auch dessen Besitzungen geerbt hatte. Da er als Geistlicher unverheiratet und kinderlos war, übergab er Teile seines Besitzes seinem jüngeren Bruder John of Lexinton. Der Chronist Matthew Paris beschuldigte ihn, dass sein Hauptanliegen als Richter das Eintreiben von Strafgeldern für den König war. Als ein Dekan ihn anprangerte, weil er sonntags öffentliche Anhörungen durchführte, soll Lexinton ihn misshandelt haben, weswegen er scharf von Bischof Grosseteste von Lincoln getadelt wurde.

## Rücktritt und Tod
Zwischen dem 12. und dem 17. November 1244 legte Lexinton seine Ämter nieder und zog sich auf seine Güter zurück. Dabei gelang es ihm, dass sein vertrauter Schreiber Robert of Nottingham sein Amt als Richter am Common Bench übernahm. 1246 hatte er den Wunsch geäußert, im von ihm geförderten Priorat von Newstead begraben zu werden. Wohl durch Einfluss seines Bruders Stephen of Lexinton änderte er 1249 seinen Wunsch, nun wollte er in der Zisterzienserabtei Rufford Abbey beigesetzt werden. Bereits gelähmt, starb er 1250. Einen Teil seiner Güter vermachte er verschiedenen Klöstern, den verbliebenen Rest erbte sein Bruder John.